# Cristiano di Prussia
Cristiano di Prussia (in tedesco Christian von Preußen), o Cristiano di Oliwa (in polacco Christian z Oliwy), (1180 circa – 4 dicembre 1245) fu il primo vescovo missionario inviato in Antica Prussia.

## Biografia

### La carriera religiosa
Cristiano nacque intorno al 1180 nel Ducato di Pomerania, verosimilmente vicino a Chociwel (secondo quanto riportato da Johannes Voigt). Avviato ad un percorso di educazione religioso, fece il suo ingresso nell’ordine cistercense  presso l’abbazia di Kołbacz (Kolbatz) e nel 1209 si spostò a Oliwa, abbazia costruita nei pressi di Danzica fondata nel 1178 dai Samboridi, i duchi di Pomerelia. In quel tempo, il duca della dinastia Piast Corrado I di Masovia, con l’approvazione di papa Innocenzo III, iniziò una serie di operazioni militari culminate in sconfitte contro i pruzzi, popolazioni locali che si ribellavano frequentemente e saccheggiavano le terre di Chełmno ad est del fiume Vistola; si rifiutavano, tra l’altro, di convertirsi al cristianesimo.

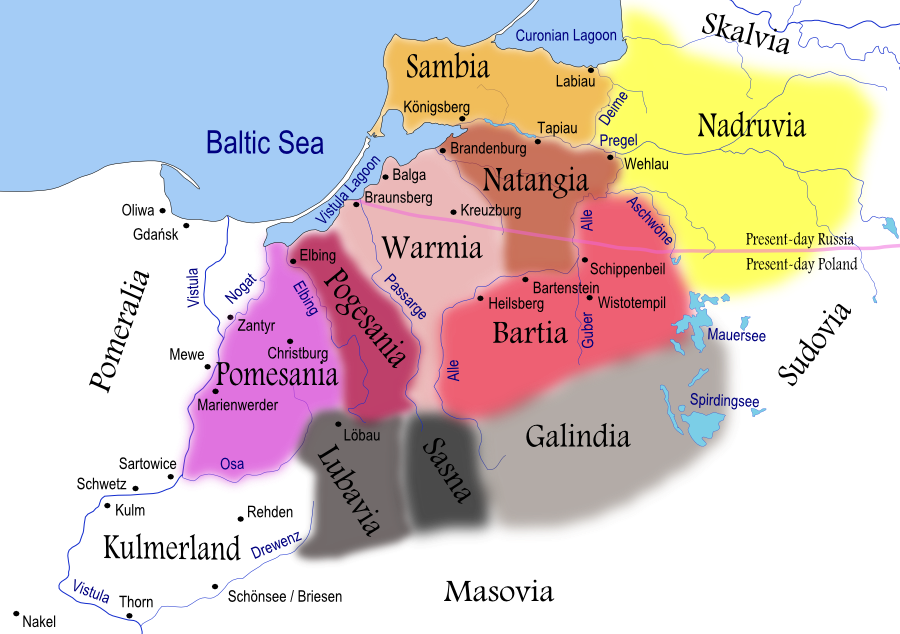
Le tribù prussiane nel XIV secolo tribes: le terre di Chełmno (Kulmerland) sono riportate in bianco

Nel 1209, fu dato a Cristiano l’incarico da parte del Papa a operare una serie di missione di evangelizzazione per le comunità stabilitesi sulle rive della Vistola e del Nemunas: nel 1212 fu nominato vescovo. 
Nel 1215 si recò a Roma al fine di riportare alla curia romana i risultati della sua missione: fu conseguentemente nominato con un titolo creato ex novo “primo vescovo di Prussia” nel Concilio Lateranense IV. Sede del vescovado rimase l’abbazia di Oliwa sul lato occidentale della Vistola, esattamente sulla parte opposta rispetto alle popolazioni prussiane.

### La creazione e la soppressione dell'Ordine di Dobrzyń
Intanto, i tentativi di Corrado di Masovia di sottomettere i locali condussero ad intense schermaglie che coinvolsero il ducato di Masovia e la Cuiavia. Cristiano, preoccupato per la situazione, si rivolse al nuovo Papa Onorio III per avviare una crociata, sulla scia di quanto stava nel frattempo accadendo nei Paesi Baltici nell’ambito della Crociata livoniana. Gli sforzi militari compiuti da Corrado, assistito da Leszek I di Polonia e da Enrico I il Barbuto, nonostante la riconquista delle terre di Chełmno, non fermarono le invasioni dei prussiani. 
La situazione non si era sbloccata nemmeno nel 1224: a riprova di questo, basti pensare al tentativo operato da Corrado di coinvolgere il Gran maestro dell'Ordine teutonico Hermann von Salza, inizialmente esitante: in seguito a tale episodio, Cristiano di Oliwa, sulla scia di quanto fatto quasi vent'anni prima da Alberto di Riga nell'attuale capitale lettone, decise di costituire l'Ordine di Dobrzyń (Fratres Milites Christi) nel 1228. Riuscì anche a coinvolgere alcuni membri dell'Ordine di Calatrava.
Nel frattempo, von Salza dovette rassegnarsi all’idea di espandere i possedimenti dell’Ordine teutonico nel Burzenland, attuale parte della Transilvania: i cavalieri furono respinti dall’esercito di re Andrea II d'Ungheria. Ottenne però il placet dall’imperatore Federico II nel 1226 con la Bolla d’oro di Rimini ad impossessarsi delle terre di Chełmno in maniera esclusiva: tale situazione amministrativa fu più riapprovata dal duca Corrado di Masovia che firmò il trattato di Kruszwica nel 1230. Cristiano dovette vedere i suoi possedimenti al nascente Stato monastico dei Cavalieri Teutonici in cambio della nomina a vescovo di Chełmno nel 1231.
L’Ordine di Dobrzyń confluì già a seguito della Bolla di Rimini nell’Ordine teutonico a meno di venti anni dalla sua instaurazione.

### La prigionia e il ritiro in monastero
Cristiano continuò la sua opera di conversione nella penisola di Sambia (Samland), dove fu catturato e fatto prigioniero dai pruzzi di fede pagana dal 1233 al 1238. Verrà poi liberato in cambio di cinque ostaggi e il pagamento di 800 marchi versati da Papa Gregorio IX. Dovette affrontare la costante riduzione della sua autonomia a favore dei teutonici: chiese, vista la situazione, l’intervento della curia romana come mediatrice. Nel 1243, il vescovo e futuro cardinale Guglielmo di Modena divise le terre prussiane in quattro arcidiocesi, nelle quali il clero mantenne il dominio di circa 1/3 per ogni territorio diocesano. Curie principali risultarono così:
| Arcidiocesi               | Regione geografica                    |
| ------------------------- | ------------------------------------- |
| Diocesi di Culm (Chełmno) | Areale di Chełmno (Ziemia Chełminska) |
| Diocesi di Pomesania      | Pomesania                             |
| Arcidiocesi di Varmia     | Varmia (Ermland)                      |
| Diocesi di Sambia         | Sambia (Samland)                      |

Tutte e quattro le diocesi erano suffraganee dell'arcidiocesi di Riga.

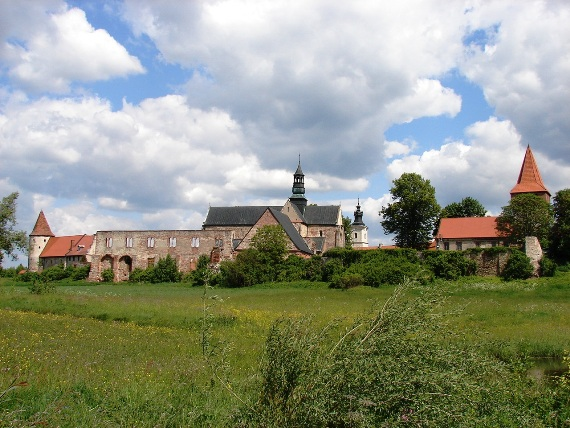
L'abbazia di Sulejów, dove Cristiano si ritirò negli ultimi anni della sua vita

Si immaginava che Cristiano dovesse reggere una di queste, ma non fu d'accordo con la decisione. Si ritirò così in un monastero cistercense, molto probabilmente quello polacco di Sulejów, dove morì, secondo l’unica fonte ritenuta certa che abbiamo, il 4 dicembre 1245. Egli non rinunciò mai alla sua idea di libertà per i prussiani, contraria a quella dei teutonici che volevano sottomettere e germanizzare le popolazioni locali. È considerato nei menologi cistercensi e benedettini come santo e viene celebrato il 4 dicembre.
Le dispute territoriali tra clero e Ordine continuarono anche a seguito della morte di Cristiano di Oliwa.